# Pseudoterpna pruinata
Pseudoterpna pruinata (Hufnagel, 1767) è un lepidottero notturno appartenente alla famiglia Geometridae, diffuso in Eurasia.

## Descrizione
L'apertura alare è di 30–35 mm. È di colore verde, a volte più, a volte meno bluastro, misto a biancastro, l'ala anteriore con due, l'ala posteriore con una linea trasversale verde scuro, che varia in intensità e in posizione esatta; linea submarginale spessa, biancastra. La variante agrestaria  è quasi unicolore, con le linee scure completamente cancellate. Forse tende a formare una razza locale in alcuni luoghi (come la Francia meridionale), ma certamente è presente in altri insieme al tipo. La variante virellata, proveniente dalla Russia orientale, forse una vera e propria razza locale, sembrerebbe, dalla descrizione del suo autore, molto simile all'ultima forma, ma più grande e probabilmente più scura, meno mescolata al bianco.
La larva è robusta, si assottiglia anteriormente; il capo è profondamente bifido, con le divisioni appuntite; il protorace è prodotto a due punte anteriormente, il corpo è quasi cilindrico, con una leggera flangia laterale, la superficie è fortemente granulata di biancastro; il colore è verde con linee subdorsali bianche, linea laterale rosa e di solito punteggiata di rosa sulle punte del capo e del protorace e sull'ano; tubercoli e setae scuri, ma minuti.
Pupa di larghezza moderata, affusolata anteriormente, di colore marrone chiaro, argilloso o verdastro, irregolarmente macchiata di scuro, con piastra sopraanale lunga. Si riposa in un bozzolo molto leggero formato da pochi fili tra le foglie.

## Biologia
Si può trovare in habitat quali brughiere, lande e comuni, dove le sue larve si nutrono di ginestre, ginestre e pinguicule.

## Distribuzione e habitat
È presente in tutta l'Europa centrale e sudorientale (ad eccezione dell'estremo nord) e in Asia Minore e nel Caucaso più a est, fino agli Urali e alla Siberia. È abbastanza comune in tutta la Gran Bretagna, ad eccezione della Scozia settentrionale. Nelle Alpi meridionali si eleva fino a 1500 metri.
Gli habitat includono principalmente regioni secche e calde, brughiere, steppe, prati semi-secchi o secchi, cave di pietra e margini delle foreste.